# Église réformée Saint-Martin d'Onnens
Pour les articles homonymes, voir Église Saint-Martin.
L'église réformée Saint-Martin est une église protestante située dans la commune vaudoise d'Onnens, en Suisse. La paroisse est membre de l'Église évangélique réformée du canton de Vaud.

## Histoire
Pendant le Moyen Âge, l'église d'Onnens est un édifice catholique, dédié à Martin de Tours et dépendant la chartreuse de La Lance. En 1772, le bâtiment est totalement reconstruit, à l'exception du chœur décoré de fresques gothiques. En 1902, un important travail de restauration est entrepris sur les peintures murales décorant la voûte et le mur.
L'église est inscrite comme bien culturel suisse d'importance nationale.